# Burgstall Steinhöring
Der Burgstall Steinhöring ist eine abgegangene hochmittelalterliche Niederungsburg bei 510 m ü. NHN 380 m südlich der Pfarrkirche St. Gallus in der Gemeinde Steinhöring im Landkreis Ebersberg in Bayern. Der Burgstall liegt südlich der Ebrach, einem linken Zufluss zur Attel.
Die Anlage wird als Bodendenkmal unter der Aktennummer D-1-7938-0216 im Bayernatlas als „Burgstall des hohen und späten Mittelalters ("Steinhöring")“ geführt.